# William Lubtchansky
William Lubtchansky (Paris, 26 de outubro de 1937 — Paris, 4 de maio de 2010) foi um diretor de fotografia francês.